# Port Vila
Port Vila (również jako Vila) – największe miasto i stolica Vanuatu (szacunkowa liczba mieszkańców w 2010 r. – 47 510 mieszkańców), położone na wyspie Efate, w środkowej części archipelagu Nowych Hebrydów. Stolica prowincji Shefa. Port Vila stanowi centrum gospodarcze i komunikacyjne kraju. Znajdują się tutaj główny port morski, port lotniczy, szpitale, hotele, kasyna, targowiska i dzielnice handlowe, stadion sportowy, centrum kulturalne, instytucja kształcąca nauczycieli, kampus Uniwersytetu Południowego Pacyfiku oraz kilka zakładów przetwórstwa mięsnego i rybnego.Podczas II wojny światowej znajdowała się tutaj amerykańska i australijska baza lotnicza.
W 1987 roku miasto zostało poważnie zniszczone przez cyklon tropikalny. 13 marca 2015 roku w wyspy uderzył cyklon tropikalny piątej kategorii o nazwie Pam. Zniszczenia dotknęły ok. 90 proc. budynków w stolicy kraju.

## Współpraca
Miejscowości partnerskie:
- Liège, Belgia
- Szanghaj, Chiny